# Älskar dig för evigt
Älskar dig för evigt (danska: Elsker dig for evigt) är en dansk långfilm från 2002 i regi av Susanne Bier, med Mads Mikkelsen, Sonja Richter, Nikolaj Lie Kaas och Paprika Steen i rollerna.

## Handling
Filmen inleds med en bilolycka där en man blir förlamad och hamnar på sjukhus med diagnosen att aldrig mer kunna gå. Den olycksdrabbade mannen trakasserar sjukhuspersonalen och avvisar fästmön och det gör henne än mer ledsen. Hon får tröst av en läkare, make till kvinnan som körde på mannen som förlamades. De inleder ett förhållande som splittrar läkarens familj och innebär påfrestningar för dem båda. Viss försoning sker mellan de inblandade personerna i slutet.

## Om filmen
Regissören Susanne Bier gjorde filmen enligt dogmamanifestet, se Dogma 95.

## Rollista, i urval
- Mads Mikkelsen – Niels
- Paprika Steen – Marie
- Sonja Richter – Cecilie
- Nikolaj Lie Kaas – Joachim
- Philip Zandén – Tommy
- Stine Bjerregaard – Stine, Niels och Maries dotter